# Podbórz (Braniewo)
Podbórz (deutsch Knorrwald) war ein Ort in der polnischen Woiwodschaft Ermland-Masuren. Seine Ortsstelle gehört zur Landgemeinde Braniewo (Braunsberg) im Powiat Braniewski (Kreis Braunsberg).
Die Ortsstelle von Podbórz liegt im Nordwesten der Woiwodschaft Ermland-Masuren, sieben Kilometer südlich der Kreisstadt Braniewo (Braunsberg).
Der einst Knorr, nach 1785 Knorren und nach 1820 Knorrwald genannte Ort bestand aus einem großen Hof. Die Landgemeinde Knorrwald, Forst, kam 1874 zum neu errichteten Amtsbezirk Schillgehnen (polnisch Szyleny) im ostpreußischen Kreis Braunsberg, Regierungsbezirk Königsberg, wurde in die Landgemeinde Fehlau (polnisch Wielewo) eingegliedert und mit dieser in den Amtsbezirk Tromp (polnisch Trąby) umgegliedert. Als Wohnplatz der Gemeinde Fehlau zählte Knorrwald im Jahre 1905 26 Einwohner.
Mit dem gesamten südlichen Ostpreußen wurde Knorrwald 1945 in Kriegsfolge an Polen überstellt. Der Ort erhielt die polnischen Namensform „Podbórz“, wurde aber in den Folgejahren kaum noch erwähnt und gilt heute offiziell als untergegangen. Seine Ortsstelle liegt in der Gmina Braniewo (Landgemeinde Braunsberg) im Powiat Braniewski (Kreis Braunsberg), von 1975 bis 1998 der Woiwodschaft Elbląg, seither der Woiwodschaft Ermland-Masuren zugeordnet.
Kirchlich war Knorrwald bis 1945 mit der Stadt Braunsberg verbunden – mit der römisch-katholischen Pfarrei Braunsberg im damaligen Bistum Ermland und mit der evangelischen Kirche Braunsberg in der Kirchenprovinz Ostpreußen der Kirche der Altpreußischen Union.
Die kaum noch wahrnehmbare Ortsstelle von Knorrwald ist von Wielewo (Fehlau) aus auf einer Landwegverbindung zu erreichen.